# 알파 버전

알파 버전은 개발 초기에 있어 성능이나 사용성 등을 평가하기 위한 테스터나 개발자를 위한 버전이다.

## 개요
미구현 기능이 있거나 동작이 불안정하거나 예상 외의 동작을 하기도 하는 버그가 다수 존재하는 경우가 많고, 심한 경우에는 시스템에 심각한 데미지를 주는 경우 조차 있다.
이때문에 베타 버전과는 달리 알파 버전이 외부에 공개되는 경우에는 거의 없다.
오픈 환경에서 개발되는 소프트웨어에서는 일반인에게 공개되는 경우도 있으나 개발자나 테스터를 위해 공개되는 것이므로 일반인은 사용해서는 안된다.
테스터로서 알파 버전을 테스트할 때에는 최악의 경우 시스템이 파괴되는 것도 각오해 둘 필요가 있다.
알파 버전에서 나온 문제점이나 버그를 개선하기 위해 유저에게 제공해, 최종 제품 출시 이전 성능 테스트 목적으로 사용되는 버전이자 완성되기 직전 단계의 테스트판이 베타 버전이다.

## 같이 보기
- 소프트웨어 생명 주기
- 베타 버전
- 릴리즈 캔디데이트